# Conchapelopia insolens
Conchapelopia insolens är en tvåvingeart som beskrevs av Murray 1995. Conchapelopia insolens ingår i släktet Conchapelopia och familjen fjädermyggor. Inga underarter finns listade i Catalogue of Life.